# Boulloterion
Un boullotèrion est dans l'Empire byzantin un instrument servant à frapper des sceaux. Il s'agit d'une sorte de pince à deux têtes gravées du motif souhaité pour le sceau. Cet instrument était en fer et se corrodait donc facilement : peu d’exemplaires en ont été retrouvés, mais c’est le cas par exemple dans les fouilles de Corinthe médiévale.
On plaçait un flan (une rondelle) de plomb — voire d’or pour les sceaux impériaux, appelés pour cette raison chrysobulles — entre les deux têtes du boullotèrion. Le flan avait au centre une rainure où on passait le cordon devant l’attacher au document qui était ainsi authentifié. Une fois le flan placé, on tenait la pince en posant un des cylindres sur une surface solide et en donnait un coup de marteau sur l’autre : le coup imprimait ainsi en positif sur les deux côtés du flan l’empreinte gravée sur les matrices. En raison de la malléabilité du plomb, la frappe était facile : les boullotèria ont donc des têtes moins écrasées que les coins monétaires conservés.